# Tour de Rouen
La tour de Rouen est un des éléments de l'ancien palais ducal, bâti au milieu du Xe siècle par Richard Ier de Normandie et détruit par Philippe Auguste, qui dominait la cité de Rouen aujourd'hui dans le département de la Seine-Maritime, en région Normandie.

## Localisation
Le palais ducal, construit par Richard Ier de Normandie, était situé à l'angle sud-est de la ville médiévale, au confluent du Robec et de la Seine (site de l'actuelle halle aux Toiles).
La seule trace existante de la présence de ce palais est la dénomination aujourd'hui des places de la « Haute Vieille Tour » et de la « Basse Vieille Tour ».

## Historique
La « Vieille Tour » est l'un des premiers grands donjons romans quadrangulaire de pierre connus en France. L'archéologie a confirmé que cet ouvrage, avec les tours d'Avranches, et la tour d'Ivry-la-Bataille, comptait parmi les premières fortifications de pierres apparues en Normandie.
Guillaume le Conquérant y reçut en 1064 Harold Godwinson. Odon de Bayeux, frère utérin de Guillaume le Conquérant, en rébellion contre celui-ci, sera retenu prisonnier dans une tour du château de 1082 à 1087.
Un texte de 1119 fait mention de la chambre du roi, où serait probablement né Guillaume Cliton en 1102.
Bernard Beck citant Robert de Torigni dit : « autour du donjon que Richard Ier, duc de Normandie, avait fait construire dans son palais de Rouen, le roi Henri (Henri Ier Beauclerc) édifia un mur haut et épais, pourvu de chemins de ronde et de défenses, et aménagea contre ce mur des habitations dignes de cette demeure royale. Dans cette tour il y a une fenêtre qui est appelée le Saut de Conan, car c'est par celle-ci qu'Henri fit précipiter un traître insigne de la ville de Rouen, nommé Conan, qui voulait livrer la cité aux soldats du roi d'Angleterre Guillaume ; mais prévenu par des fidèles du duc Robert et surtout par Henri son frère, qui était alors l'allié du duc, celui-ci le punit ainsi d'une mort méritée ».
Le palais servait aux séances judiciaires et financières de la Cour. La tour, qui abritait la cour de justice, servait de prison d'État. Elle a tenu prisonniers Guillaume d'Eu, Odon de Bayeux, Conan en 1090, un des chefs de la bourgeoisie de Rouen insurgée, Galéran de Meulan en 1124, Philippe de Dreux et où serait mort Grimoult du Plessis. Jean sans Terre y aurait fait enfermer son neveu Arthur de Bretagne en 1203,.
En 1194, Philippe Auguste tente de s'emparer de Rouen défendue par le comte de Leicester, Robert IV de Beaumont, et finira par lever le siège en brûlant sur place ses mangonneaux et pierriers.
Le palais est ruiné par un incendie en 1200. Philippe Auguste fait araser les restes du palais ducal. De la tour de Rouen, dite « Vieille Tour », il ne reste qu'une sorte de chapelle ouverte par les quatre côtés, qui pourrait être un reste de la chapelle Saint-Romain. C'est également Philippe Auguste qui fit araser cette chapelle Saint-Romain, sinon entièrement du moins dans son principal ; ainsi que la tour-salle, la chapelle Saint-Cande, un mur d'enceinte « haut et épais », qui avait été construit vers 1124 par Henri Beauclerc, etc. L'importance du donjon a donné comme proverbe au XIIe siècle « peser comme la tour de Rouen ».

## Description
La tapisserie de Bayeux (scène 13) montre une salle décorée d'arcatures où se trouve le trône ducal. Il s'agit de la tour-salle (aula turris en latin) dite Grande Salle, citée en 1074 et 1199. Bien que la « légende » de la Tapisserie ne permette pas de localiser le site, il pourrait s'agir du château de Rouen. C'est dans cette salle que Guillaume apprend la capture de Harold. On peut également voir le palais de Rouen dans la scène 35.
Le donjon de pierre et de bois flanqué de tours à ses angles aurait inspiré le moine Gondulf du Bec pour la construction de la tour de Londres.